# Soiombo

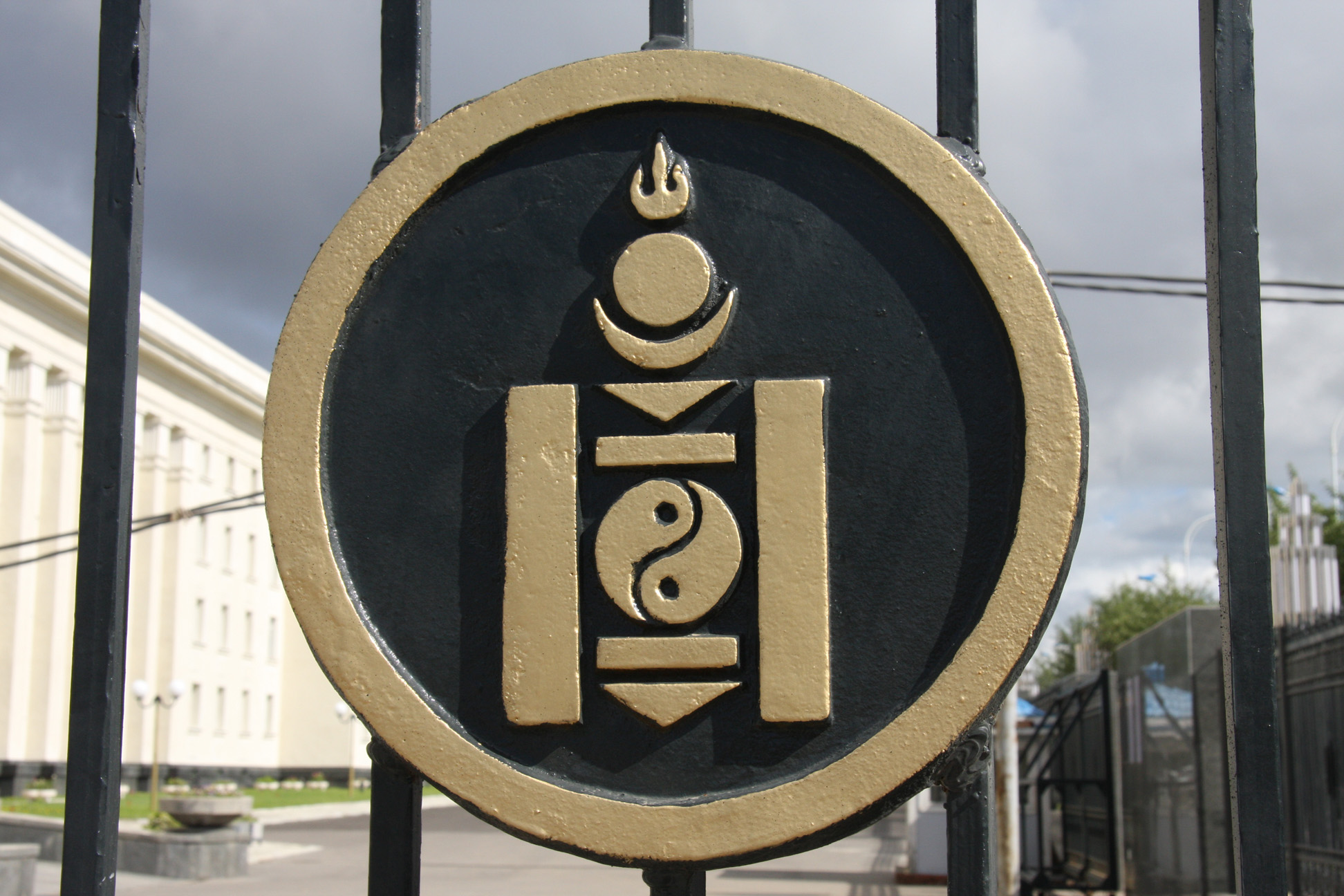
Soiombo a la porta del Palau del Govern a Ulan Bator

El símbol del Soiombo (mongol: Соёмбо, ᠰᠣᠶᠤᠮᠪᠤ del sànscrit: svayambhu) és un caràcter especial en l'alfabet Soiombo inventat pel monjo Zanabazar el 1686. El nom "Soiombo" deriva del mot sànscrit svayambhu (traduït com "creat per si mateix").
Aquest símbol és utilitzat com a símbol nacional de Mongòlia, i el trobem a la bandera nacional, a l'escut i en molts altres documents oficials.

## Simbolisme
El Soiombo està format per deu representacions abstractes i geomètriques en sentit vertical. Els elements representats són, començant per dalt:
- El foc és un símbol general del creixement, la riquesa i l'èxit eterns. Les tres llengües de la flama representen el passat, el present i el futur.
- El sol i la lluna simbolitzen que la nació mongol existirà per a l'eternitat com l'etern cel blau. Símbol mongol del sol, lluna i foc derivat del Xiongnu.
- Els dos triangles al·ludeixen al punt d'una fletxa o una llança. Apunten cap avall per anunciar la derrota dels enemics interiors i exteriors.
- Els dos rectangles horitzontals donen estabilitat a la forma rodona. La forma rectangular representa l'honestedat i la justícia de la gent de Mongòlia, ja sigui a la part superior o inferior de la societat.
- El símbol Taijitu o el Yin i Yang il·lustra el complement mutu de l'home i la dona. Durant el règim socialista, es va interpretar alternativament com dos peixos que simbolitzaven la vigilància, perquè els peixos mai tanquen els ulls.
- Els dos rectangles verticals es poden interpretar com les parets d'un fort. Representen la unitat i la força, relacionades amb el proverbi mongol "L'amistat de dos és més forta que els murs de pedra".

## Usos

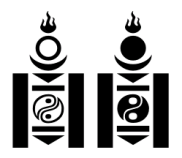
Les dues variants del símbol Soiombo

El símbol del Soiombo apareix a la bandera nacional de Mongòlia des del 1911 (excepte entre 1921 i 1924). Va servir com a emblema de Mongòlia del 1924 a 1940, i va ser inclòs novament en el disseny del 1992. Els vehicles de les Forces Armades de Mongòlia també tenen el símbol com a marcatge.

## Unicode
El Soyombo està disponible en l'estàndard Unicode com U + 11A9E, 𑪞, Soyombo Head Mark amb Moon i Sun i Triple Flame.
Hi ha formes alternatives del Soyombo a U + 11A9F, 𑪟, Soyombo Head Mark With Moon i Sun And Flame i U + 11AA0, 𑪠, Soyombo Head Mark With Moon i Sun.
El bloc Soiombo es va afegir a Unicode al juny de 2017 en la versió 10.0.

## Banderes que incorporen el Soiombo

Bandera de Mongòlia
Bandera de Buriàtia (Rússia)
Bandera de l'Àrea dels Buriats de l'Agin
Bandera del Partit Popular de Mongòlia